# Cantone di Machault
Il Cantone di Machault era una divisione amministrativa dell'arrondissement di Vouziers
A seguito della riforma approvata con decreto del 21 febbraio 2014, che ha avuto attuazione dopo le elezioni dipartimentali del 2015, è stato soppresso.

## Composizione
Comprendeva i comuni di:
- Cauroy
- Chardeny
- Dricourt
- Hauviné
- Leffincourt
- Machault
- Mont-Saint-Remy
- Pauvres
- Quilly
- Saint-Clément-à-Arnes
- Saint-Étienne-à-Arnes
- Saint-Pierre-à-Arnes
- Semide
- Tourcelles-Chaumont